# Linda Wagenmakers
Linda Wagenmakers, född 30 november 1975 i Arnhem, Nederländerna, är en sångare och skådespelare som representerade landet i Eurovision Song Contest 2000 i Stockholm.